# Tables, Ladders and Chairs match
Een Tables, Ladders and Chairs match, vaak afgekort tot een TLC, is een type match in het professioneel worstelen dat zijn oorsprong kent in de World Wrestling Entertainment, maar nu ook gezien wordt in andere worstelpromoties.
De TLC match is een variatie van een Ladder Match waarbij de nadruk ligt op het gebruik van de drie meest gebruikelijke "vreemde objecten" in het worstelen. De TLC match stelt meestal drie of meer tag teams tegenover elkaar (hoewel tijdens "RAW op 16 januari 2006 de eerste een-tegen-een match plaatsvond). Er zal een tweede 1-tegen-1 TLC match zijn tijdens Unforgiven voor het WWE Championship tussen Edge en John Cena. Het doel is om een item (meest kampioenschapstitels) te pakken dat aan het begin boven de ring wordt gehangen. Een TLC match kan worden gezien als een gecompliceerdere laddermatch, waar tafels en stoelen, samen met ladders, gebruikt kunnen worden als legale wapens. Dit geeft in combinatie met de leeftijd van de betrokken worstelaars de match een atmosfeer van een hardcore match.
Naar de matches wordt meestal verwezen door een nummer (zoals "TLC I" en "TLC II") vanwege de zeldzaamheid van deze matches.
De volgende superstars hebben in meer TLC matches gevochten dan welke andere Superstar dan ook: Edge, Christian, Bubba Ray Dudley en Jeff Hardy. Christian is de enige van deze vier die momenteel nog WWE Superstar is.

## Geschiedenis
Het idee van de TLC Match kent zijn oorsprong in een tag-team ladder-match voor de manager services van Terri Runnels tussen Edge en Christian en de Hardy Boyz tijdens No Mercy 1999, waarbij het publiek alle vier de worstelaars een staande ovatie gaf aan het einde van de match vanwege het grote aantal aan potentieel gevaarlijke ladder spots gebruikt door de worstelaars, in sterk contrast met de voorgaande ladder matches. De move lanceerde beide tag teams naar de beste in de tag team-wereld. De maanden erna vochten The Hardy Boyz tegen de Dudley Boyz in een tag-team Tables Match, die een gelijkend succes kende.
De drie team stonden bekend om hun drie specifieke vreemde objecten, zowel als de hardcore worstelstijlen die daarmee geassocieerd werden: de Dudley Boyz hadden een spot in hun tag team matches waarbij Bubba Ray Dudley zei "D-Von, get the tables!" wanneer een tafel spot mogelijk was; de Hardy Boyz daagden in singles matches main-event singlesworstelaars (zoals The Undertaker) uit tot Ladder Matches, die op dat moment beschouwd werd als de "persoonlijke" match van het team; terwijl Edge en Christian een "Con-Chair-To" finishing move hadden ontwikkeld, waarbij de twee tegelijkertijd een tegenstanders hoofd raakten met stoelen (ze gebruikten een solo "Con-Chair-To" als deel van hun moves nadat het team had gesplitst). Uiteindelijk werden de drie teams samen gebracht in een triple Ladder Match tijdens WrestleMania 2000' wat een voorbode zou zijn voor de TLC vanwege de spots die plaatsvonden (tabels werden gebruikt in een aantal belangrijke spots, hoewel het technisch gezien een Ladder Match was).
De eerste TLC match werd uitgeroepen tussen deze drie team die de wapens gebruikten (en tot mindere extent, het type match) dat hun beroemd had gemaakt tijdens SummerSlam 2000. Deze TLC matches bestonden meestal uit leden van deze drie teams, en worden vooral herinnerd voor hun gevaarlijke stunts, blessures en lengte. Toch bleken de TLC Matches langzaam hun einde naderden toen Edge en Christian met elkaar braken en Jeff Hardy ontslagen was. In toevoeging daarop hadden de matches waarbij meer wapens gebruikt werden de trend in het algemeen van meer hersenschuddingen en nekblessures die het WWE rooster plaagden, en als een resultaat daarvan leidde dit tot de terugkeer van het meer traditionele worstelen. Hoewel de tafels tot vandaag de dag bleven als een deel van de Gimmick van de Dudley Boyz (die nu bekendstaan als Team 3D). Team 3D is grotendeels het enige tag team om het te gebruiken en zo zijn er nu zeer weinig tables matches. Stoelen werden teruggebracht naar hun vroegere rol als een belangrijke vorm van inmenging en diskwalificatie in een match, terwijl ladders en Ladder Matches nog af en toe gebruikt worden.
Lita blijft de enige vrouw die ooit fysiek betrokken is geraakt in een TLC Match. In feite was ze betrokken in drie van ze: het debuut van de TLC match tijdens SummerSlam in 200 werd Lita gespeard door Edge nadat ze Matt Hardy controleerde nadat die van een ladder in de ring door een tafel aan de buitenkant was gevallen. Tijdens de match bij WrestleMania X-Seven was ze de back-up voor de Hardyz terwijl Rhyno dit voor Edge & Christian was en de back-up voor de Dudley Boyz Spike Dudley was en in de WWE Championship match op Raw tussen Edge en Flair als Edge vriendinnetje op televisie en valet. In alle drie raakte ze betrokken door te slaan en geslagen te worden door haar doelen. Het wordt verwacht dat ze ook betrokken is in de Edge/Cena match tijdens Unforgiven 2006 behalve als ze 'geband van ringside' wordt of een dergelijke regel toegevoegd wordt.

## Match geschiedenis
Er zijn vijf uitgezonden TLC Matches geweest in de WWE tot nu toe, met een zesde aangekondigd:
| No. | Match | Evenement, Datum en Locatie                             |
| --- | --- | ------------------------------------------------------- |
| I   | Edge & Christian versloegen The Hardy Boyz en The Dudley Boyz om het WWF Tag Team Championship te behouden                                                                  | SummerSlam27 augustus 2000, Raleigh, North Carolina, VS |
| II  | Edge & Christian versloegen The Hardy Boyz en The Dudley Boyz om het WWF Tag Team Championship te winnen                                                                    | WrestleMania X-Seven 1 april 2001, Houston, Texas, VS   |
| III | Chris Benoit & Chris Jericho versloegen The Hardy Boyz, The Dudley Boyz en Edge & Christian om het WWF Tag Team Championship te behouden                                    | SmackDown! 24 mei 2001, Anaheim, California, VS         |
| IV  | Kane & The Hurricane versloegen Chris Jericho & Christian, Spike Dudley & Bubba Ray Dudley en Robert Szatkowski & Jeff Hardy om de World Tag Team Championships te behouden | RAW 7 oktober 2002, Las Vegas, Nevada, VS               |
| V   | Edge versloeg Ric Flair om het WWE Championship te behouden | RAW 16 januari 2006, Raleigh, North Carolina, VS        |
| VI  | John Cena versloeg Edge voor het WWE Championship | Unforgiven 17 september 2006, Toronto, Canada           |

De eerste vond plaats op SummerSlam in 2000 en de tweede tijdens WrestleMania X-Seven het jaar erna. Deze match bevatte de drie eerder genoemde team, waarbij Edge en Christian wonnen. TLC III vond plaats op 24 mei 2001 tijdens SmackDown! waar het tag team van Chris Jericho en Chris Benoit vocht tegen de gewoonlijke andere drie tag teams om hun tag team championship te behouden, wat ze lukte. Deze TLC match wordt soms de Forgotten TLC genoemd omdat er vooraf geen hype over was en het op TV was. Op 28 augustus 2006 tijdens een aflevering van WWE Raw zei Edge dat hij nog nooit een TLC match had verloren, hoewel de uitkomst van TLC III hem en zijn partner Christian toch echt zag verliezen, waardoor dit gelogen is. In een interview met WWE.com in 2002 zei Chris Jericho dat als hij ooit met een andere home video zou komen, TLC III daarop zou staan. Tot vandaag heeft hij niet op WWF heproduceerde DVD's gestaan, ondanks dat er DVD's zijn uitgekomen van the Hardy Boyz (2001) en Chris Benoit (2004).
De vierde TLC Match, TLC IV vond plaats op 7 oktober 2002 tijdens een aflevering van RAW, waar vier tag teams werden getrokken, als een resultaat van "RAW Roulette" (waar het type match werd bepaald door een spinnend wiel). De match zag de kampioenen Kane en The Hurricane hun World Tag Team Titels op hangen tegen de teams van Christian en Chris Jericho, Bubba Ray Dudley en Spike Dudley en Jeff Hardy en Rob van Dam. Omdat zij de veteranen voor de match zelf waren stond general manager Eric Bischoff Jeff, Christian en Bubba Ray toe om zelf hun eigen partner te kiezen, omdat hun voormalige partners Matt Hardy, Edge en D-Von Dudley afwezig waren van RAW op dat moment. Voor de match werd The Hurricane achter de schermen aangevallen waardoor Kane alleen achterbleef in de match. Ondanks dit wist Kane toch de titels te behouden.
Op 16 januari 2006 tijdens een aflevering van RAW had de WWE zijn vijfde TLC match, de eerste in meer dan drie jaar. Edge verdedigde succesvol zijn WWE Championship tegen Ric Flair. Het was de eerste TLC Match in een singles competitie en de eerste waar het WWE Championship op het spel stond.
TLC VI zal worden gehouden tijdens Unforgiven op 17 september 2006 waar Edge zijn WWE Championship zal verdedigen tegen John Cena, die zal deelnemen aan zijn eerste TLC match.
TLC VI zal Edge's 5e TLC match zijn. Hij heeft momenteel een record van 3-1.

## Extreme Championship Wrestling
In andere promoties heeft de TLC match gevolg gekregen omdat er een specifieke markt voor is. Toch is de naam "TLC" zelf een trademark van de WWE, dus geven andere promoties andere namen aan dit type match ondanks een identieke setup. In meer hardcore promoties worden de stoelen vaak vervangen, of gebruikt naast, kettingen.
Een voorbeeld van een variatie op de TLC Match is de Tables, Ladders, Chairs and Canes Match. Deze match is een TLC Match met de toevoeging van Singapore stokken. De meest opmerkelijke match was tijdens ECW Guilty as Charged op 7 januari 2001 in de Hammerstein Ballroom in New York waarin Steve Corino, Justin Credible en The Sandman deelnamen.

## Total Nonstop Action Wrestling
TNA Wrestling gebruikt een variatie op de TLC Match die "Full Metal Mayhem" genoemd wordt voor een match tussen Jeff Hardy en Abyss tijdens TNA Against All Odds 2005". De toegevoegde voorwaarde aan de match was dat "alles van metaal legaal was", hoewel dit alleen het gebruik an Abyss handelsmerk ketting en zag punaises toestond. In werkelijkheid is alles legaal; het is alleen zo dat TNA zorgt voor tafels, ladders, stoelen en kettingen.
Abyss versloeg Jeff Hardy door op de ladder te klimmen om een contract te pakken voor een kans op het NWA World Heavyweight Championship in een toekomstige aflevering van TNA iMPACT!. 
TNA gebruikte de "Full Metal Mayhem" match opnieuw tijdens Sacrifice 2006 on 14 mei 2006 toen Abyss een tegen een vocht met Christian Cage voor het NWA World Heavyweight Championship. Christian versloeg Abyss om het kampioenschap te behouden.